# شالجی (شاوشات)
شالجی (به ترکی استانبولی: Şalcı) یک منطقهٔ مسکونی در ترکیه است که در شاوشات واقع شده‌است. طبق سرشماری سال ۲۰۱۱ شالجی ۱۲۹ نفر جمعیت دارد.